# The Last Shadow Puppets
The Last Shadow Puppets es un supergrupo inglés formado por Alex Turner (Arctic Monkeys), Miles Kane (The Rascals), James Ford (Simian) y Zach Dawes (Mini Mansions). La banda lanzaría su álbum debut The Age of the Understatement en 2008. En 2016 lanzarían su segundo álbum, Everything You've Come to Expect.

## Historia

### Formación
La revista musical británica NME anunció a mediados de 2007 que el vocalista de Arctic Monkeys Alex Turner y el antiguo líder de la banda The Rascals Miles Kane estaban grabando un disco producido por James Ford, que además colaboraba tocando la batería. Ambos artistas se conocieron cuando la anterior banda de Kane, The Little Flames, actuó como telonero de Arctic Monkeys durante una gira por el Reino Unido en el año 2005. The Little Flames también colaboraron con Arctic Monkeys su gira de abril de 2007 por Reino Unido, cuando Turner y Kane escribieron canciones juntos para un proyecto. Su colaboración se extendió a material de Arctic Monkeys, al tocar Kane la guitarra en la canción "505", del álbum  Favourite Worst Nightmare y en las caras b de "Fluorescent Adolescent", "The Bakery" y "Plastic Tramp". Kane colaboró en el escenario en las canciones "505" y "Plastic Tramp" en bastantes conciertos de Arctic Monkeys durante el 2007,  incluyendo los mini-festivales de Lancashire County Cricket Club, la aparición de Arctic Monkeys en Glastonbury 2007 y Arctic Monkeys at The Apollo.
La grabación del primer álbum comenzó a realizarse en Francia en agosto de 2007, y se retomó en diciembre cuando el violinista Owen Pallett y la London Metropolitan Orchestra se unieron al proyecto para realizar varios arreglos. Durante el proceso de grabación Turner y Kane decidieron elaborar un documental que explicara el proceso de creación del proyecto.

### The Age of the Understatement
El 20 de febrero de 2008 el dúo revela su nombre (The Last Shadow Puppets) y el nombre de su primer disco, The Age of the Understatement, que saldría al mercado el 21 de abril de 2008. El álbum alcanzó el primer puesto de las listas británicas inmediatamente. Como adelanto salió una semana antes el EP "The Age of the Understatement", que contaba con una canción nueva, y con una versión de la canción "Wondrous Place" de Billy Fury y una versión de "In the Heat of the Morning" de David Bowie (una de las favoritas de Turner). El grupo declaró que para la producción del disco se inspiraron en Scott Walker y en las primeras etapas de Bowie.
Su segundo sencillo, Standing Next To Me, salió el 7 de julio del mismo año; y el tercero, My Mistakes Were Made for You, el 20 de octubre.
The Age of the Understatement fue nominado en 2008 al Mercury Prize en la categoría de mejor álbum británico, y The Last Shadow Puppets consiguió el premio de la revista Mojo como "mejor artista o grupo revelación".

### Everything You've Come to Expect
En una entrevista con The Sun Kane aseguró que The Last Shadow Puppets está pensando en grabar nuevo material en 2009. Sin embargo nada se anunció durante ese año y en marzo de 2010 durante una entrevista con Absolute Radio, Alex Turner dijo que no había planes para grabar otro álbum de The Last Shadow Puppets en ese momento, ya que ambos miembros estaban ocupados con otros proyectos.
En 2015, Owen Pallet, compositor y violinista canadiense, rumoreó con la vuelta de la banda a través de Twitter. El rumor fue confirmado por James Ford, batería y productor de la banda, en una emisora de radio chilena. También, se confirmó que la chica de la portada es Tina Turner en la sesión de fotos con Jack Robinson en 1969.
"Everything you've come to expect" fue lanzado el 1 de abril de 2016.

## Presentaciones en vivo
La banda tocó en secreto en Glastonbury el 28 de junio de 2008 con el baterista de Arctic Monkeys, Matt Helders tocando en «The Age of the Understatement», y Jack White, de The Raconteurs y The White Stripes, tocando un solo de guitarra en «Wondrous Place».
El 4 de julio de 2008, cantaron «Standing Next to Me» como parte de un regalo de cumpleaños para Jo Whiley en la BBC Radio 1. También realizaron una versión de Rihanna «SOS (Rescue Me)».
La banda y una orquesta de dieciséis músicos, tocaron dos conciertos íntimos como sesiones de calentamiento para el Reading and Leeds Festival de 2008, en el Guildhall de Portsmouth  y el New Theatre de Oxford. En octubre y noviembre de 2008, la banda se embarcó en su primera gira completa por el Reino Unido y EE. UU.

## Premio y nominaciones
| Año  | Premio            | Categoría             | Trabajo premiado/nominado       | Resultado |  |
| ---- | ----------------- | --------------------- | ------------------------------- | --------- |  |
| 2008 | Premios MOJO      | Artista revelación    | Ellos                           | Ganadores |  |
| 2008 | Premio Mercury    | Premio Mercury        | The Age of the Understatement   | Nominados |  |
| 2008 | Premio Q          | Mejor nueva actuación | Ellos                           | Ganadores |  |
| 2009 | Premios BRIT 2009 | Revelación británica  | Ellos                           | Nominados |  |
| 2009 | Premios NME       | Mejor banda Británica | Ellos                           | Nominados |  |
| 2009 | Premios NME       | Mejor Canción         | 'The Age of the Understatement' | Nominados |  |
| 2009 | Premios NME       | Mejor video           | 'My Mistakes Were Made for You' | Ganadores |  |

## Discografía

### Álbum de estudio
- The Age of the Understatement  (2008)
- Everything You've Come to Expect (2016)

### Sencillos
- "The Age of the Understatement" (15 de abril de 2008).
- "Standing Next To Me" (7 de julio de 2008).
- "My Mistakes Were Made for You" (20 de octubre de 2008).
- "Bad Habits" (11 de enero de 2016).
- "Everything You've Come To Expect" (10 de marzo de 2016).
- "Aviation"  (16 de marzo de 2016).
- "Miracle Aligner" (28 de marzo de 2016).

### EPs
- The Dream Synopsis EP  (2016)